# Robert A. Hill
Robert A. Hill, nacido en Kingston octubre de 1943, es un historiador y académico jamaiquino quien se mudó a los Estados Unidos en la década de 1970. Es profesor emérito de Historia y profesor de investigación en la Universidad de California en Los Ángeles (UCLA), e investigador visitante en el Instituto Sir Arthur Lewis de Estudios Sociales y Económicos (SALISES) de la Universidad de las Indias Occidentales en Mona, Jamaica.
Hill, un destacado estudioso de Marcus Garvey, ha dictado conferencias y escrito extensamente sobre el movimiento Garvey y ha sido editor en jefe de The Marcus Garvey and Universal Negro Improvement Association Papers durante más de 30 años.  En 1984, al reseñar el primer volumen, Eric Foner escribió: "Los documentos de Marcus Garvey y la Universal Negro Improvement Association ocuparán un lugar entre los registros más importantes de la experiencia afroestadounidense".
Hill también es albacea literario del patrimonio de CLR James  y editor general de The CLR James Archives, publicados por Duke University Press.

## Documentos de Marcus Garvey y la Asociación Universal para el Mejoramiento del Negro
Hill, que trabaja desde 1977 en la Universidad de California en Los Ángeles, fundó allí el Marcus Garvey and Universal Negro Improvement Association Papers Project, dentro del departamento James S. Coleman African Studies Center  y es editor jefe de los 13 volúmenes que se han publicado desde 1983.  Un artículo de C. Gerald Fraser publicado en 1984 en The New York Times decía: "La semilla del proyecto de los papeles de Garvey se plantó cuando el señor Hill tenía 18 años.  Dos incidentes lo inspiraron a investigar más: una conversación con su tío, Frank Augustus Hill, un periodista y activista laboral jamaiquino a quien está dedicado el primer volumen, y el hecho de que ganara un premio nacional de ensayo por escribir sobre Garvey, lo que le condujo a reunirse con garveyistas en Jamaica".
Según Clayborne Carson, que escribe en The Nation, "hasta la publicación de The Marcus Garvey and Universal Negro Improvement Association Papers, muchos de los documentos necesarios para una evaluación completa del pensamiento de Garvey o de la importancia de su movimiento no eran fácilmente accesibles. Robert A. Hill y su equipo... han reunido más de 30.000 documentos de bibliotecas y otras fuentes en muchos países... Los documentos de Garvey cambiarán nuestra comprensión de la historia del nacionalismo negro y tal vez aumenten nuestra comprensión de la política negra contemporánea".
Los primeros 10 volúmenes fueron publicados por la University of California Press, y Duke University Press se hizo cargo con el Volumen XI.  El trabajo más reciente publicado (2016) es The Marcus Garvey and Universal Negro Improvement Association Papers, Volumen XIII: La diáspora caribeña, 1921-1922.

## Premios
Entre los premios que ha recibido Hill se incluyen el Premio Lyman H. Butterfield por su destacada contribución a la edición de documentales (1992),  el Premio Miriam Matthews por su destacada contribución a la comunidad afroamericana, el Premio Carter G. Woodson por la historia negra y la Medalla Musgrave de oro del Instituto de Jamaica por su destacada contribución a la historia.
En 2017, Hill recibió un doctorado honorario de la Universidad de Toronto. La cita lo describió como "la principal autoridad mundial sobre la influencia transnacional y las corrientes intelectuales del panafricanismo".